# Mimas (mytologie)
Mimas byl jeden z Gigantů v řecké mytologii. Byl to syn bohyně Gaie a boha Úrana. Účastnil se Gigantomachy, bitvy, která se odehrála mezi obry a olympioniky, a byl hlavní opozicí boha Hefaista. Měl hady místo nohou a narodil se plně ozbrojen. Byl zabit Héfaistem během války proti olympským bohům. Další zpráva říká, že ho zabil Zeus, vrhl na něj blesk a proměnil ho v popel. Byl pohřben na pobřeží Neapole pod ostrovem Prochyte, jedním z Flegraejských ostrovů.